# Ibirapuerapark
Het Ibirapuerapark (Parque do Ibirapuera) is een groot stadspark in de stad São Paulo. Het is het bekendste park van São Paulo en misschien zelfs van Brazilië.